# Mary Weber
Mary Ellen Weber (Cleveland, 24 de agosto de 1962) é uma ex-astronauta dos Estados Unidos, que participou em dois voos do programa do ônibus espacial da NASA.
Formada em engenharia química com mestrado em administração de empresas e selecionada para o grupo de astronautas da agência espacial em 1992, foi pela primeira vez ao espaço em julho de 1995 a bordo da nave Discovery (STS-90), para participar do lançamento em órbita equatorial de um satélite de comunicações da NASA, voltando ao espaço em 2000, quando participou da tripulação da Atlantis (STS-101) na terceira expedição de um ônibus espacial à Estação Espacial Internacional.
Se aposentou da NASA pouco depois e assumiu o cargo de vice-presidente de um centro médico em Dallas, Texas.